# Сейбрук-Менор (Коннектикут)
Сейбрук-Менор (англ. Saybrook Manor) — переписна місцевість (CDP) в США, в окрузі Міддлсекс штату Коннектикут. Населення — 1172 особи (2020).

## Географія
Сейбрук-Менор розташований за координатами 41°17′1″ пн. ш. 72°24′16″ зх. д. / 41.28361° пн. ш. 72.40444° зх. д. (41.283547, -72.404538).  За даними Бюро перепису населення США в 2010 році переписна місцевість мала площу 2,51 км², з яких 2,00 км² — суходіл та 0,51 км² — водойми.

## Демографія
Згідно з переписом 2010 року, у переписній місцевості мешкали 1052 особи в 496 домогосподарствах у складі 301 родини. Густота населення становила 419 осіб/км².  Було 1027 помешкань (409/км²).
Расовий склад населення:
| - 96,0 % — білих - 0,7 % — чорних або афроамериканців - 0,4 % — азіатів - 0,2 % — вихідців з тихоокеанських островів - 2,2 % — осіб інших рас |

До двох чи більше рас належало 0,6 %. Частка іспаномовних становила 4,5 % від усіх жителів.
За віковим діапазоном населення розподілялося таким чином: 16,6 % — особи молодші 18 років, 56,3 % — особи у віці 18—64 років, 27,1 % — особи у віці 65 років та старші. Медіана віку мешканця становила 51,6 року. На 100 осіб жіночої статі у переписній місцевості припадало 85,2 чоловіків;  на 100 жінок у віці від 18 років та старших — 88,6 чоловіків також старших 18 років.
Середній дохід на одне домашнє господарство  становив 96 550 доларів США (медіана — 81 131), а середній дохід на одну сім'ю — 109 198 доларів (медіана — 95 542). За межею бідності перебувало 10,7 % осіб, у тому числі 17,0 % дітей у віці до 18 років та 6,4 % осіб у віці 65 років та старших.
Цивільне працевлаштоване населення становило 505 осіб. Основні галузі зайнятості: освіта, охорона здоров'я та соціальна допомога — 21,6 %, роздрібна торгівля — 19,6 %, мистецтво, розваги та відпочинок — 14,1 %, фінанси, страхування та нерухомість — 12,3 %.